# آلکالوئیدهای آپورفین

ساختار شیمیایی آپورفین که ساختار شیمیایی هسته آلکالوئیدهای آپورفین را تشکیل می‌دهد.

آلکالوئیدهای آپورفین ترکیبات شیمیایی طبیعی از گروه آلکالوئیدها هستند. بعد از آلکالوئیدهای بنزیل‌ایزوکینولین، این گروه دومین گروه بزرگ آلکالوئیدهای ایزوکینولینی هستند.
حداقل ۸۵ آلکالوئید آپورفین از ۱۵ خانواده از گیاهان جدا شده‌است. شناخته شده‌ترین نماینده این گروه آپومورفین است. آلکالوئیدهای آپورفین عمدتاً به دلیل شباهت آن‌ها به مورفین مورد توجه هستند.

## مثال‌ها

آپوگلازیووین
آپومورفین
بولبوکاپنین
کوریدین
گلوسین
ایزوبولدین
ایزوثبائین
نوسیفرین

تفاوت آلکالوئیدهای آپورفین در موقعیت استخلاف‌های آن‌ها بر روی ساختار پایه است. علاوه بر این، شیمی‌فضایی آنها تا حدی متفاوت هستند. اغلب آنها پیکربندی (R)- دارند، اما گلوسین، بولبوکاپنین، و isothebaine، دارای پیکربندی (S)- هستند.

## کاربردها
آپومورفین کاهنده فشار خون و همچنین قی‌آور قوی است. برای درمان علائم بیماری پارکینسون به دلیل اثر محرک آن بر گیرنده‌های دوپامین استفاده می‌شود.